# WallStreetBets
r/wallstreetbets, également connu sous le nom de WallStreetBets ou WSB, est un forum du site web Reddit (ou subreddit) ayant pour thèmes la finance et la bourse, portant notamment sur des sujets comme la négociation d'actions et d'options en bourse.

## Aperçu
Le subreddit, se décrivant à travers le slogan « si 4chan avait trouvé un terminal Bloomberg », est connu pour ses stratégies de trading agressives, qui tournent principalement autour du trading d'options hautement spéculatif et à effet de levier. Les membres du subreddit sont en majorité de jeunes investisseurs amateurs, sans notion particulière des pratiques d'investissement et de gestion des risques ; leur activité s'apparente à du pari. La popularité croissante des courtiers sans commission et des applications de trading en ligne mobiles a potentiellement contribué à la croissance de ces tendances commerciales. Les membres de la communauté voient souvent le trading à haut risque comme une opportunité d'améliorer considérablement leurs conditions financières et d'obtenir des revenus supplémentaires. Certains membres ont tendance à utiliser des capitaux empruntés, comme des prêts étudiants, pour parier sur des actions qui montrent une popularité au sein de la communauté,,,,.

## Histoire
Jaime Rogozinski est le créateur du subreddit, mais est expulsé de son rôle de modérateur en avril 2020 par le reste de la communauté, qu'il qualifie de « suprématistes blancs »,,.

### Effet sur la plateforme de trading Robinhood
De nombreux membres du subreddit utilisent l'application mobile Robinhood pour négocier des actions et des options. Certains membres ont été responsables de suppressions de fonctionnalités importantes après avoir identifié et publié des méthodes d'exploitation, entraînant parfois de lourdes pertes financières pour la société de courtage.
À la suite de la médiatisation de l'affaire GameStop, Robinhood est inondée de demandes de transactions sur de nombreux titres en demande. L'application est téléchargée plus de 1,8 million de fois durant la semaine du 25 janvier, soit quatre fois plus que durant la semaine précédente. Elle lève 3,4 milliards en liquidités pour s'assurer d'avoir un fonds de liquidités suffisants pour le volume d'échanges sur la plateforme, soit davantage que l’ensemble des montants levés par le groupe depuis sa création.

#### «Effet de levier infini»
Un utilisateur connu sous le nom de u/ControlTheNarrative a publié un bug dans la plate-forme de trading, qu'il a exploité avec un effet de levier pour décupler son dépôt initial de 2 000 dollars jusqu'à environ 50 000 dollars. Il a vendu ensuite des options d'achats pour récupérer de l'argent liquide sur son compte. Il a utilisé ensuite cet argent pour acheter des options de vente sur les actions Apple et la transaction a entraîné une perte de 46 000 dollars, ce qui est considérable par rapport à son dépôt initial de 2 000 $. De nombreux autres utilisateurs du subreddit essaient d'utiliser le bug, renommé "code de triche d'argent gratuit" (free money cheat code) avant qu'il ne soit corrigé. Un particulier prétend notamment avoir ouvert une position de 1 000 000 dollars à partir d'un dépôt de 4 000 dollars.

### Affaire GameStop
Le 22 janvier 2021, les utilisateurs de WallStreetBets lancent une liquidation forcée des positions courtes sur l'action GameStop, la poussant considérablement à la hausse,,,. Cela se produit peu de temps après une déclaration d'Andrew Left, directeur du fonds Citron Research, prévoyant que la valeur de l'action diminuerait. Celle-ci augmente en réalité de plus de 600 % le 26 janvier et sa forte volatilité entraîne l'arrêt du trading à plusieurs reprises,,. Un autre hedge fund, Melvin Capital, est contraint de demander 2,75 milliards de dollars à d'autres groupes privés pour couvrir ses pertes sur l'action GameStop. La presse francophone qualifie cette action d'« Affaire GameStop »,,.
Le 24 janvier 2021, un modérateur de WallStreetBets déclare qu'il n'y a « aucun effort organisé de la part de la modération pour promouvoir, conseiller ou recommander des actions ».
Après la clôture de l'action GameStop en hausse de 92,7 % le 26 janvier 2021, l'entrepreneur Elon Musk tweete un lien vers le subreddit, ce qui augmente encore l'effet de l'opération boursière,,. Cela a un effet sur le nombre d'abonnés de r/wallstreetbets, qui passe 2,2 millions d'abonnés la veille à plus de 8 millions d'abonnés une semaine plus tard,,.
Le 27 janvier 2021, WallStreetBets déclenche une nouvelle manœuvre en bourse contre AMC, une entreprise dans une position similaire à GameStop,. D'autres actions ont également été visées, comme celles de BlackBerry ou encore Palantir Technologies,.
Le 28 janvier 2021, les plateformes de courtage en ligne Robinhood, TD Ameritrade, WeBull et E-Trade restreignent le courtage des titres boursiers de GameStop (GME), AMC Cinema (AMC), Nokia (NOK), BlackBerry (BB), Koss (KOSS), Bath and Beyond (BBBY) et des sociétés d'habillement Express (EXPR) et Naked Brand Group (NAKD), évoquant l'extrême volatilité de ces titres,. La SEC américaine et l'Autorité des marchés financiers du Québec publient le même jour des appels à la prudence aux investisseurs en lien avec le risque de pertes associées à la haute volatilité de certains titres boursiers populaires sur les forums de discussions, faisant référence à Wallstreetbets,,.
Dans une interview dans le Wall Street Journal, Jaime Rogozinski déclare se désolidariser de cette action.
Après une période durant laquelle la valeur de l'action GME décroît graduellement de 325$ à 45$ entre le 29 janvier et le 23 février 2021, sa valeur remonte subitement le 24 février 2021 à 185 $ dans les heures après-marché, un bond de près de 400 %. La compagnie a annoncé le 23 février 2021 le départ de son DAF Jim Bell, mais il est incertain si cette annonce a un lien avec cette fluctuation.